# Zbigniew Hola
Zbigniew Hola (ur. 5 grudnia 1947 w Wilkowicach) – polski kombinator norweski, skoczek narciarski, wychowanek klubu LKS Klimczok Bystra, olimpijczyk.

## Przebieg kariery
Hola miał reprezentować Polskę na zimowych igrzyskach olimpijskich w Grenoble, jednak ostatecznie nie wystartował.
W 1969 był trzeci w Memoriale Bronisława Czecha i Heleny Marusarzówny w kombinacji. Rok później przegrał tylko z Kazimierzem Długopolskim. W tym samym roku został mistrzem Polski w kombinacji klasycznej. Był też wielokrotnym medalistą mistrzostw Polski w konkurencjach narciarskich. Obecnie mieszka w Zakopanem.

## Sukcesy krajowe
- Mistrzostwo Polski w kombinacji norweskiej: 1970
- 2. miejsce w Memoriale Bronisława Czecha i Heleny Marusarzówny: 1970
- 3. miejsce w Memoriale Bronisława Czecha i Heleny Marusarzówny: 1969.
- 3. miejsce w mistrzostwach Polski w biegu na 15 km : 1970
- 3. miejsce w mistrzostwach Polski w biegu specjalistów na 50 km : 1970